# Scolecomorphus kirkii
Scolecomorphus kirkii (en: Kirk's caecilian) är en groddjursart som beskrevs av George Albert Boulenger 1883. Scolecomorphus kirkii ingår i släktet Scolecomorphus och familjen Caeciliidae. IUCN kategoriserar arten globalt som livskraftig. Inga underarter finns listade i Catalogue of Life.